# Inquietos
Inquietos (Restless) é um filme estadunidense de 2011, realizado por Gus Van Sant e escrito por Jason Lew, com Henry Hopper e Mia Wasikowska nos principais papéis.

## Sinopse
Enoch Brae é um jovem problemático desde a morte dos seus pais, vítimas de um trágico acidente de automóvel. A partir de então, ele tem como melhor amigo o fantasma de um piloto kamikaze japonês morto na II Guerra Mundial, e é com este que ocupa a maior parte do seu tempo. Devido à sua frustração por não ter assistido ao funeral dos seus pais, pois estava em coma resultante do referido acidente, Enoch cria uma rotina de assistir a funerais de desconhecidos como forma de compensação. Num desses funerais, ele conhece Annabel, uma jovem com cancer e com escassos três meses de vida, com quem iniciará uma relação amorosa.

## Elenco
- Henry Hopper… Enoch Brae
- Mia Wasikowska… Annabel Cotton
- Ryō Kase… Hiroshi Takahashi
- Schuyler Fisk… Elizabeth Cotton
- Jane Adams… Mabel Tell
- Chin Han… Dr. Lee
- Lusia Strus… Rachel Cotton